# 1189 Terentia
Terentia (asteróide 1189) é um asteróide da cintura principal com um diâmetro de 55,88 quilómetros, a 2,5931525 UA. Possui uma excentricidade de 0,1153849 e um período orbital de 1 833,17 dias (5,02 anos).
Terentia tem uma velocidade orbital média de 17,39626021 km/s e uma inclinação de 9,8611º.
Esse asteróide foi descoberto em 17 de Setembro de 1930 por Grigory Neujmin.